# Fontcouverte (Charente-Maritime)
Fontcouverte – miejscowość i gmina we Francji, w regionie Nowa Akwitania, w departamencie Charente-Maritime.
Według danych na rok 1990 gminę zamieszkiwały 1962 osoby, a gęstość zaludnienia wynosiła 169 osób/km² (wśród 1467 gmin regionu Poitou-Charentes Fontcouverte plasuje się na 143. miejscu pod względem liczby ludności, natomiast pod względem powierzchni na miejscu 749.).